# Parachernes fallax
Parachernes fallax är en spindeldjursart som beskrevs av Beier 1959. Parachernes fallax ingår i släktet Parachernes och familjen blindklokrypare. Inga underarter finns listade i Catalogue of Life.